# メトロシデロス・ウンベラータ
メトロシデロス・ウンベラータ (Metrosideros umbellata) 、サザンラタ (Southern rātā) はフトモモ科の樹木。ニュージーランド固有種。高さ15メートル以上、幹の太さは1メートル以上にまでなり、夏に多数の赤い花を咲かせる。近縁種のノーザンラタ（Metrosideros robusta）とは異なり、着生植物となることは稀である。

## 分布
降水量の多い涼しい地域を好み、南島の西岸で特によく見られ、そこでは蜜はラタ蜂蜜の主原料となっている。ニュージーランドのムニンフトモモ属のなかで最も広く分布している。北島では南緯36度以南で局所的に見られる。南島の西側ではより多くなるが、東部の大半では見られない。また、スチュアート島や南限となる南緯50度過ぎのオークランド諸島でも普通に見られる。

## 形態

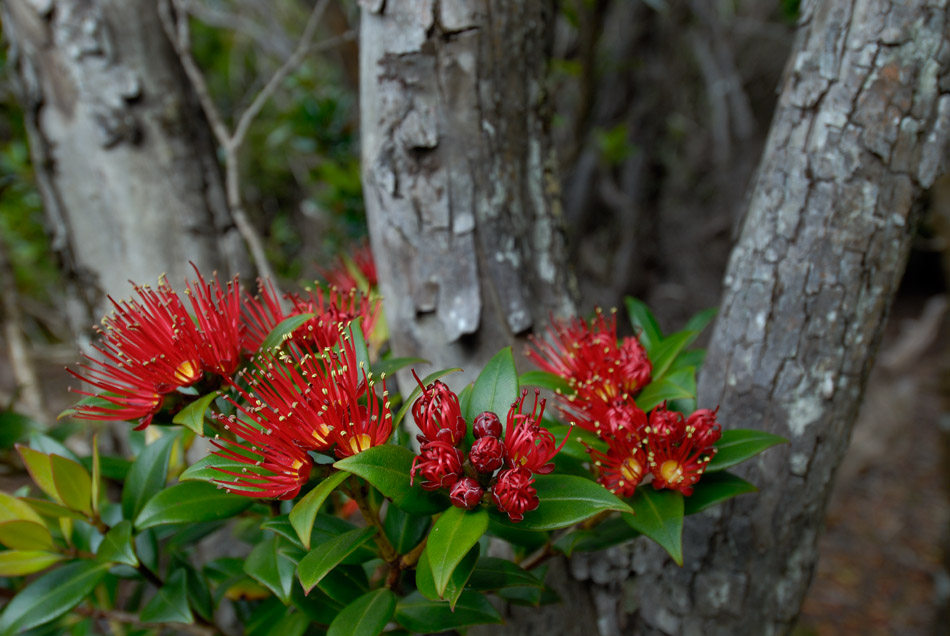
花

花は緋色で長さ約2cmのおしべがある。また白や黄色の花が咲くものも知られている。花は通常12月から2月の間に咲くが、それは生息地の条件によって変わる。葉は長さ3から6cmで鋭くとがっている。材は硬く密で非常に丈夫である。樹皮はでこぼこしてはがれやすく、アステリア科アステリア属（Astelia）の種やタコノキ科ツルアダン属の一種フレシネティア・バンクシー（Freycinetia banksii; 通称: キエキエ (kiekie)）のような着生植物の根がはるのに理想的な場所になっている。南島西部では主要な蜜源植物となっており、カカやエリマキミツスイ、ニュージーランドミツスイが豊富な蜜を求めて訪れる。

## 保全
絶滅のおそれは無いとされるが、北島ではあまり多くなく、オポッサムの食害により危機に瀕している地域もある。タラルア山脈ではノーザンラタとの雑種に置き換わっているようである。

## 栽培
美しい樹木であるが、湿った土壌で理想的な条件でも成長は遅い。新鮮な種からの栽培は容易である。挿し木も可能であるが発根しないことも多い。風や塩分に耐性があり、沿岸部での環境に適している.
。

## 参考資料
1. ↑  “Gondwanan Plants What Are They and Why Grow Them in Britain?”.   Garden Cottage Nursery. 2009年4月29日時点のオリジナルよりアーカイブ。2009年6月18日閲覧。

- “Metrosideros umbellata”. Flora of New Zealand. 2007年6月9日閲覧。
- “Metrosideros umbellata”. New Zealand Plant Conservation Network. 2010年10月2日閲覧。
- “Southern Rata Fact Sheet”. Project Crimson. 2008年10月14日時点のオリジナルよりアーカイブ。2007年6月9日閲覧。

## 文献
- Salmon, J.T., 1986. The Native Trees of New Zealand. Wellington: Heinneman Reed.
- Simpson, P., 2005. Pōhutukawa & Rātā: New Zealand's Iron-Hearted Trees. Wellington: Te Papa Press.